# Willem van de Velde el Viejo
Willem van de Velde, conocido como Willen van de Valde el Viejo (c. 1611, Leiden - 13 de diciembre de 1693, Greenwich), fue un pintor neerlandés. En su juventud, fue marinero. Su especialidad como pintor fueron las marinas. Durante un tiempo fue artista oficial de la armada neerlandesa. Estuvo presente en la batalla de los Cuatro Días y en la Batalla de Santiago, para hacer bocetos.
En 1672, Willem entró al servicio de Carlos II de Inglaterra, en el momento en que las Provincias Unidas de los Países Bajos estaban en guerra con Inglaterra (tercera guerra anglo-neerlandesa).
Sus hijos, Willem van de Velde el joven y Adriaen van de Velde, fueron también pintores.

## Galería

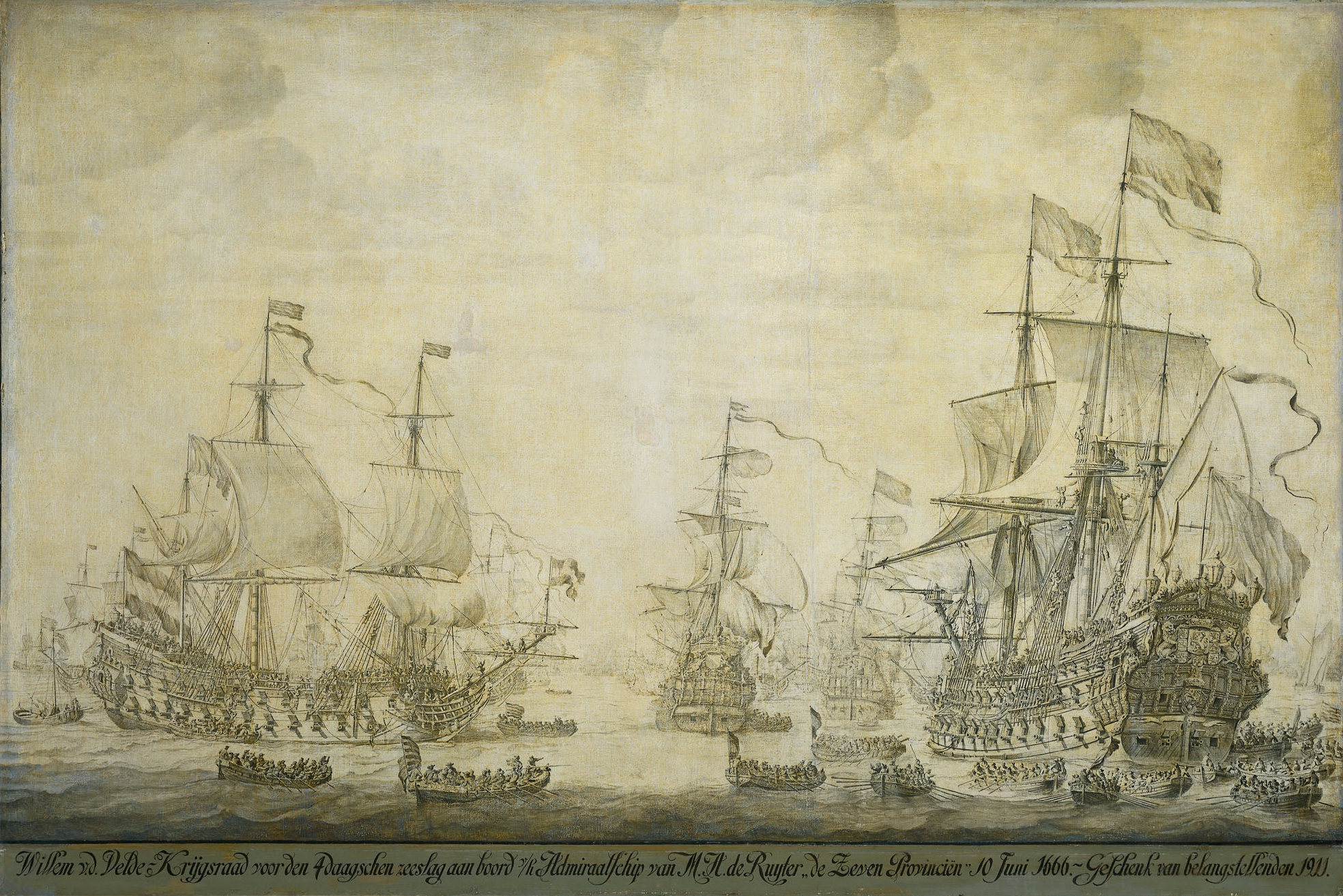
Reunión de batalla en el De Zeven Provinciën, 1666
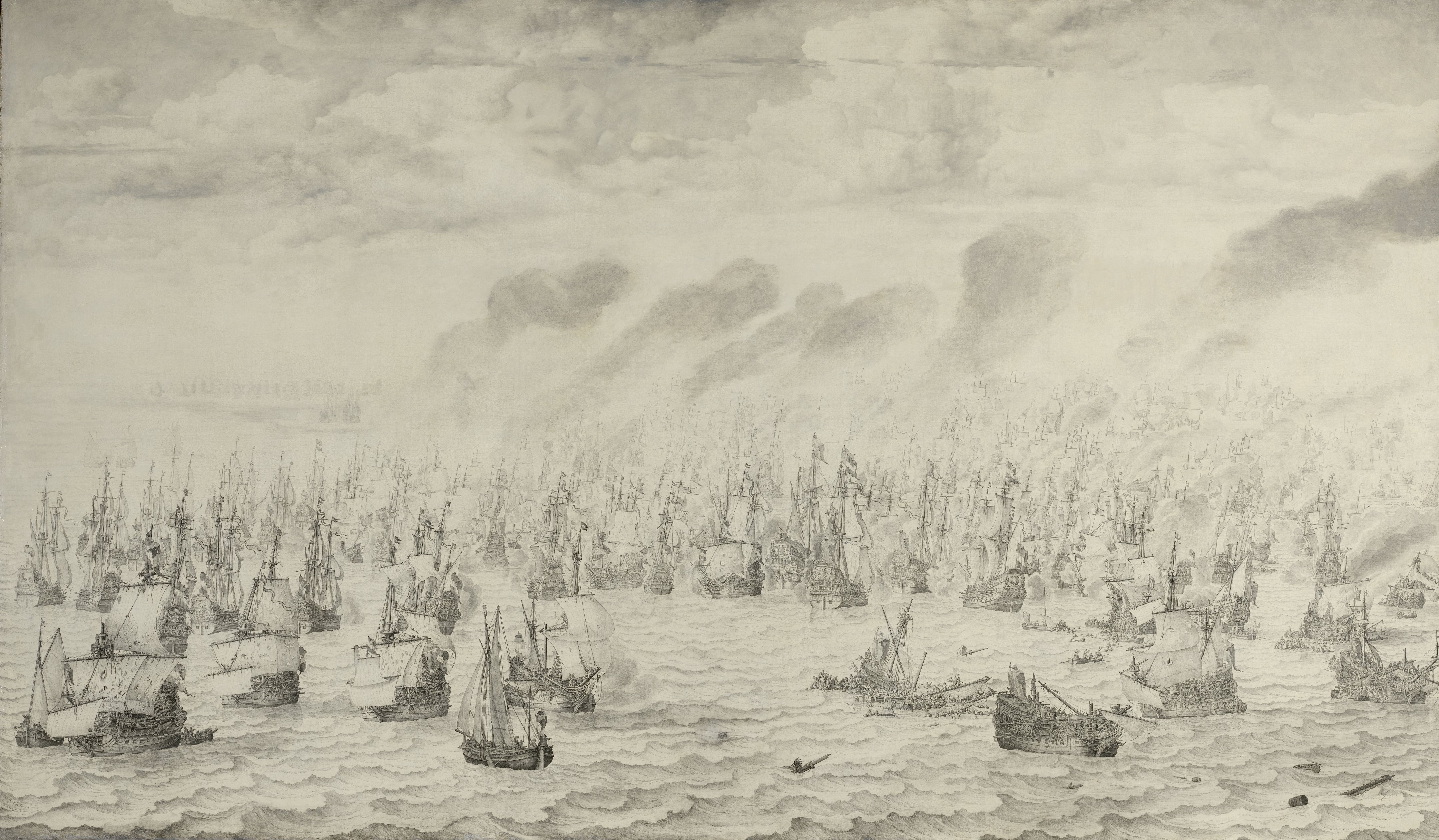
La batalla de Terheide (1657)
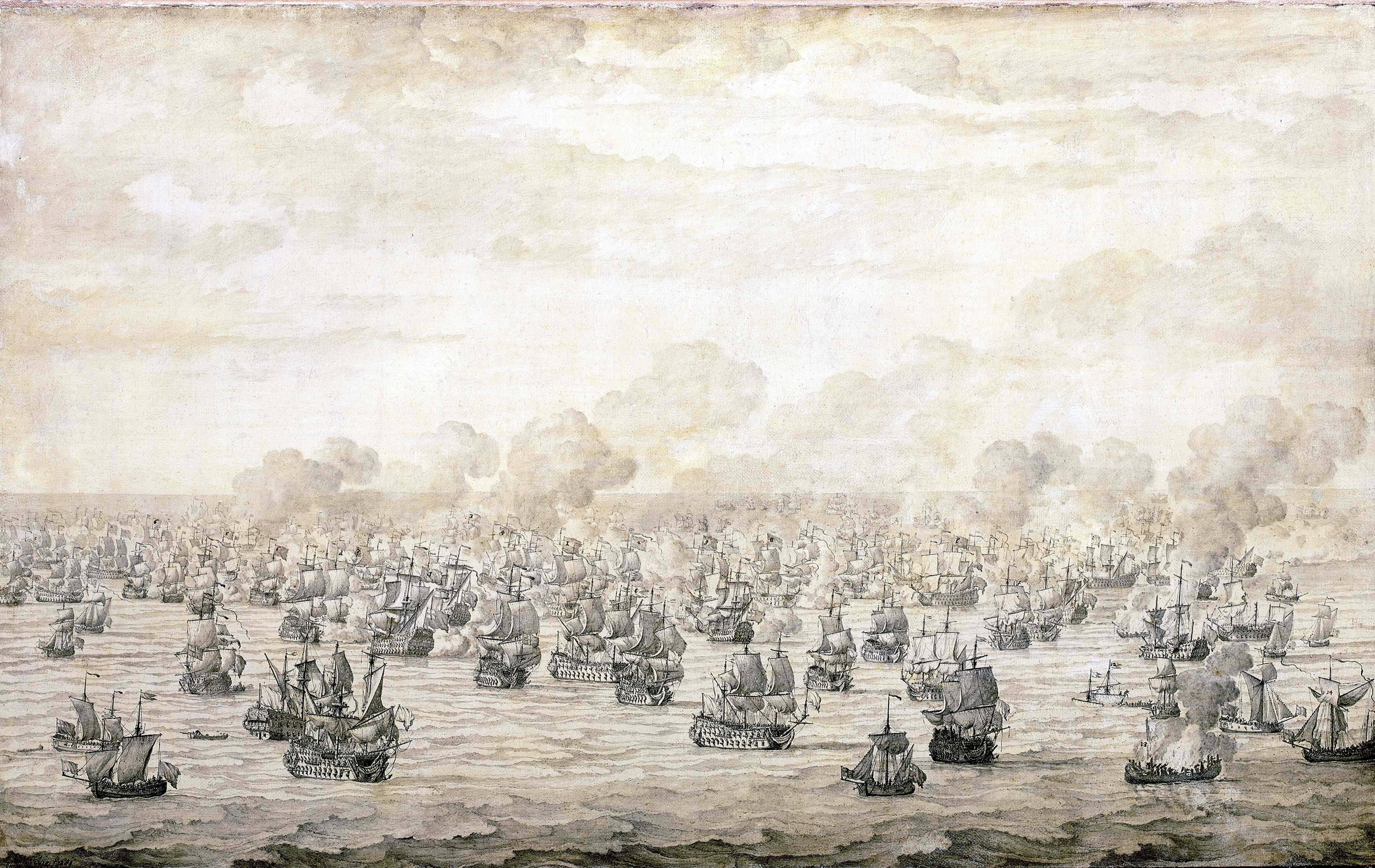
La batalla de Schooneveld (1674).